# Fridrik II. Celjski
Fridrik II. Celjski (njem. Friedrich II Graf von Cilli) (?, oko 1377. – ?, 9. lipnja 1454.), austrijski i hrvatsko-ugarski velikaš, ban čitave Slavonije iz obitelji grofova Celjskih. Sin je Hermana II. i Ane Schaunberške.
Godine 1405. oženio se Elizabetom, kćerkom kneza Stjepana I. Frankapana, koja je kao miraz od oca dobila polovinu otoka Krka, gradove Trsat, Bakar i Bribir u Vinodolu, a Fridrikov otac Herman II. darovao je mladom paru na uživanje Steničnjak, Samobor u Slavoniji te Krško, Kostanjevicu, Mehovo i Novo Mesto u Dolenjskoj. Nakon smrti kneginje Elizabete, za čiju je smrt osumnjičen, Fridrik je bio prisiljen odreći se svih frankapanskih posjeda. Godine 1424. trebao mu je suditi danski kralj Erik VII., na molbu kralja Žigmunda, zbog smrti supruge, ali presuda nije bila donesena. Poslije vjenčanja s novom suprugom, Veronike Desinić, sumnje u ubojstvo Elizabete su se povećale te je Fridrik po u nemilost oca Hermana II. koji ga je dao zatvoriti u Ojstricu, a zatim ga je dao zatočiti u Gornjem Celju, nakon čega je dao pogubiti Veroniku. Fridrik II. se ponovno pojavljuje u javnosti 1426. godine, a tri godine kasnije dobio je od kralja Kritpu u Slavoniji.
Godine 1436. kralj Žigmund je proglasio Fridrika II. i njegova sina Ulrika II. nasljednim knezovima Svetog Rimskog Carstva. Kralj Albert II. potvrdio mu je 17. kolovoza 1443. nasljedni naslov kneza, nakon čega Celjski sklapaju s Habsburgovcima međusobni ugovor o nasljeđivanju. Godine 1445. postao je, zajedno sa sinom Ulrikom II., ban cijele Slavonije čime osnažuje svoju moć u Slavoniji i Ugarskoj, zbog čega je došao u sukob s članovima velikaške obitelji Hunjadi, koji su spriječili put Celjskih prema bosanskoj kraljevskoj kruni.

## Vanjske poveznice
- Fridrik II. (Friedrich) Celjski Hrvatski biografski leksikon
- Fridrik II. Celjski Hrvatska enciklopedija

| Prethodnik:   | slavonski ban (1445. - 1454.) | Nasljednik:       |
| Matko Talovac | slavonski ban (1445. - 1454.) | Ulrik II. Celjski |